# The Star Wagon
The Star Wagon è un film per la televisione del 1966 diretto da Karl Genus.
È una commedia drammatica statunitense con Orson Bean, Dustin Hoffman, Eileen Brennan, Marian Seldes e Richard Castellano. È basato sul dramma teatrale di Maxwell Anderson The Star-Wagon che debuttò nel settembre del 1937. Il soggetto era già stato adattato per un episodio della serie televisiva antologica Playhouse 90 trasmesso il 24 gennaio 1957.

## Trama
L'inventore Stephen Minch, che non ha mai creato nulla di veramente innovativo nel corso della sua vita, riesce a creare un dispositivo per viaggiare nel tempo che battezza "Star Wagon". Minch è intenzionato a provarlo prima di farlo conoscere all'intera umanità e di sperimentare il dispositivo con l'aiuto del suo assistente, Hanus Wicks. L'occasione gli si presenta quando si rende conto che la moglie Martha è oramai avanti con gli anni e che il periodo felice che ha passato insieme con lei, quando i due erano giovani, potrebbe restare solo un ricordo lontano.

## Produzione
Il film fu diretto e prodotto da Karl Genus su un soggetto di Maxwell Anderson (autore dell'opera teatrale).

## Distribuzione
Il film fu trasmesso negli Stati Uniti il 21 ottobre 1966  sulla rete televisiva National Educational Television.